# Sint-Laurentiuskerk (Bemelen)
De Sint-Laurentiuskerk is een kerkgebouw in het Zuid-Limburgse dorp Bemelen, in de Nederlandse gemeente Eijsden-Margraten. Het gebouw met het omliggende kerkhof liggen op een kerkheuvel, die omgeven wordt door een keermuur. De kerk ligt aan een driesprong van de weg naar Scharn/Maastricht, de weg naar Gasthuis en de weg naar Sint Antoniusbank en Cadier en Keer. De twee eerstgenoemde wegen zijn onderdeel van de Oude Akerweg, een zeer oude handelsroute tussen Maastricht en Aken.
De kerk is een rijksmonument en gewijd aan de heilige Laurentius van Rome (3e eeuw).

## Geschiedenis
Wanneer de eerste kerk van Bemelen gebouwd werd is niet bekend. In elk geval schonk bisschop Balderik II van Luik (1007-1018) de kerk samen met de tienden van Bemelen aan het kapittel van Onze Lieve Vrouwe te Maastricht. In 1157 werd die schenking bevestigd door paus Adrianus IV. Tot 1794 zou Bemelen een zogenaamde 'bank' van het Onze-Lieve-Vrouwekapittel blijven (vergelijk de elf banken van Sint-Servaas). De pastoor werd benoemd door de proost van Onze Lieve Vrouwe. De bewering dat de Sint-Martinuskerk in Wyck vanuit Bemelen gesticht zou zijn en dus onderhorig aan de kerk van Bemelen zou zijn, is ongegrond.
Het enige overblijfsel van de middeleeuwse kerk is de kerktoren. In de oostmuur van de toren bevinden zich nog delen van breuksteen, die mogelijk teruggaan tot de 12e eeuw; de rest van de toren dateert uit circa 1350. In 1760 werd de torenspits vernieuwd. Waarschijnlijk werden in de jaren ervoor ook andere herstelwerkzaamheden uitgevoerd, want in 1751 verstrekte het kapittel een lening van 500 gulden aan de kerk.
In de Franse Tijd (1794-1814) vormde Bemelen samen met Amby één parochie onder pastoor Philippens.
In 1845 bleef de oude toren staan en werd de oude kerk vervangen door een neoclassicistische bakstenen kerk. Het gebouw is blijkens het onderschrift op de bouwtekening ontworpen door Johannes Gregorius van den Bergh (1824-1890). Mogelijk baseerde de twintigjarige Van den Bergh zich op een ouder ontwerp van de Maastrichtse stadsbouwmeester Mathias Soiron (1748-1834), wiens zoon Jean-François op dat moment pastoor te Bemelen was. De originele ontwerptekening bevindt zich in het Regionaal Historisch Centrum Limburg in Maastricht. Soiron en zijn vrouw werden tegen de kerkmuur begraven, rechts van de ingang, aangezien zij op latere leeftijd in Sint Antoniusbank waren gaan wonen.
In 1976 werd de kerk gerestaureerd.

## Beschrijving

### Exterieur
De huidige kerk werd omstreeks 1845 gebouwd tegen de toren van de middeleeuwse voorganger. Het kerkgebouw bestaat uit een vlakopgaande toren van gezaagde mergelblokken, een bakstenen zaalkerk met neoclassicistische rondboogvensters en pilasters tussen de ramen, en een halfronde apsis. Aan de apsis is een rechthoekige sacristie vastgebouwd. Het zadeldak is gedekt met leien. De toren is opgetrokken in mergelsteen. De ingang, met een hardstenen deuromlijsting, bevindt zich in de toren. Links naast de ingang bevindt zich onder een houten afdakje een kruisbeeld. Aan de andere kant is de grafzerk van Mathias Soiron uit 1834 geplaatst.
De luidklok in de toren is van Mabilon & co./Hogen uit 1932 en heeft een diameter van 38 cm. Een oudere klok uit 1528 is in de Franse Tijd verdwenen.
Tegen de zuidgevel en op het kerkhof bevinden zich diverse grafkruisen en -zerken uit de 17e, 18e en 19e eeuw, de meeste zonder opschrift. Een grafsteen uit 1739 toont het wapen van de Maastrichtse brouwersfamilie Vlieckx.

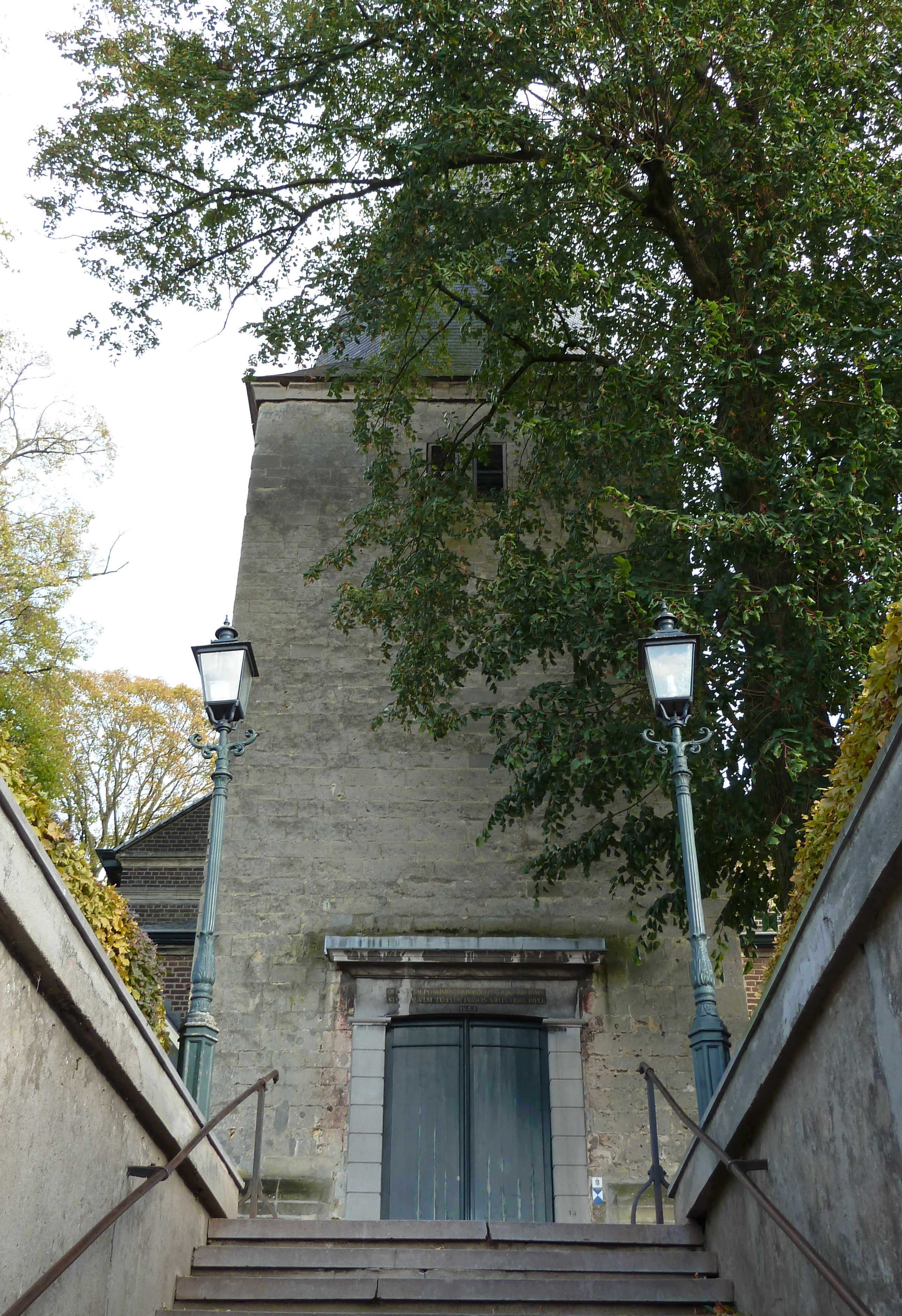
Kerktoren met trappartij
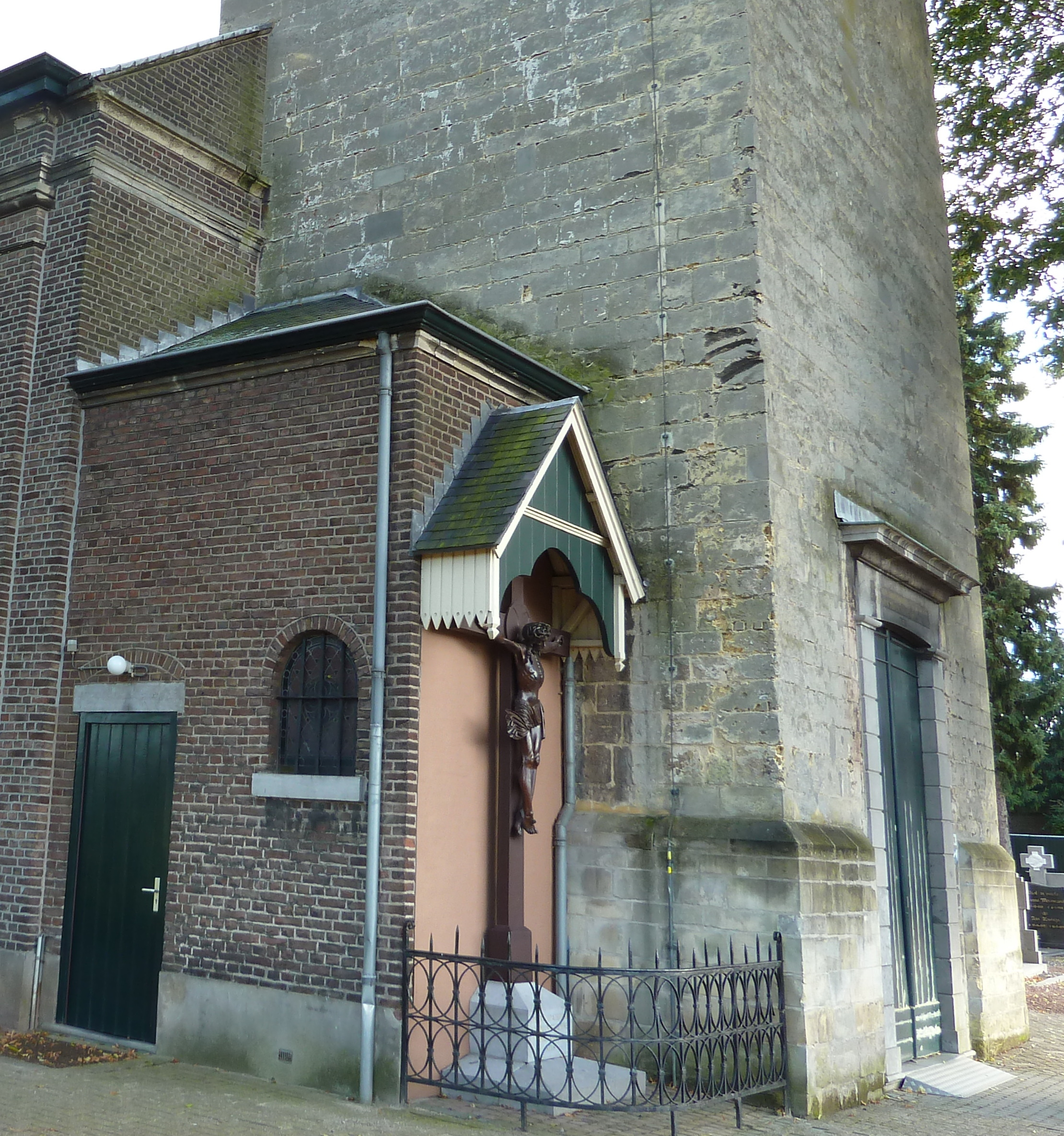
Entree en kruisbeeld
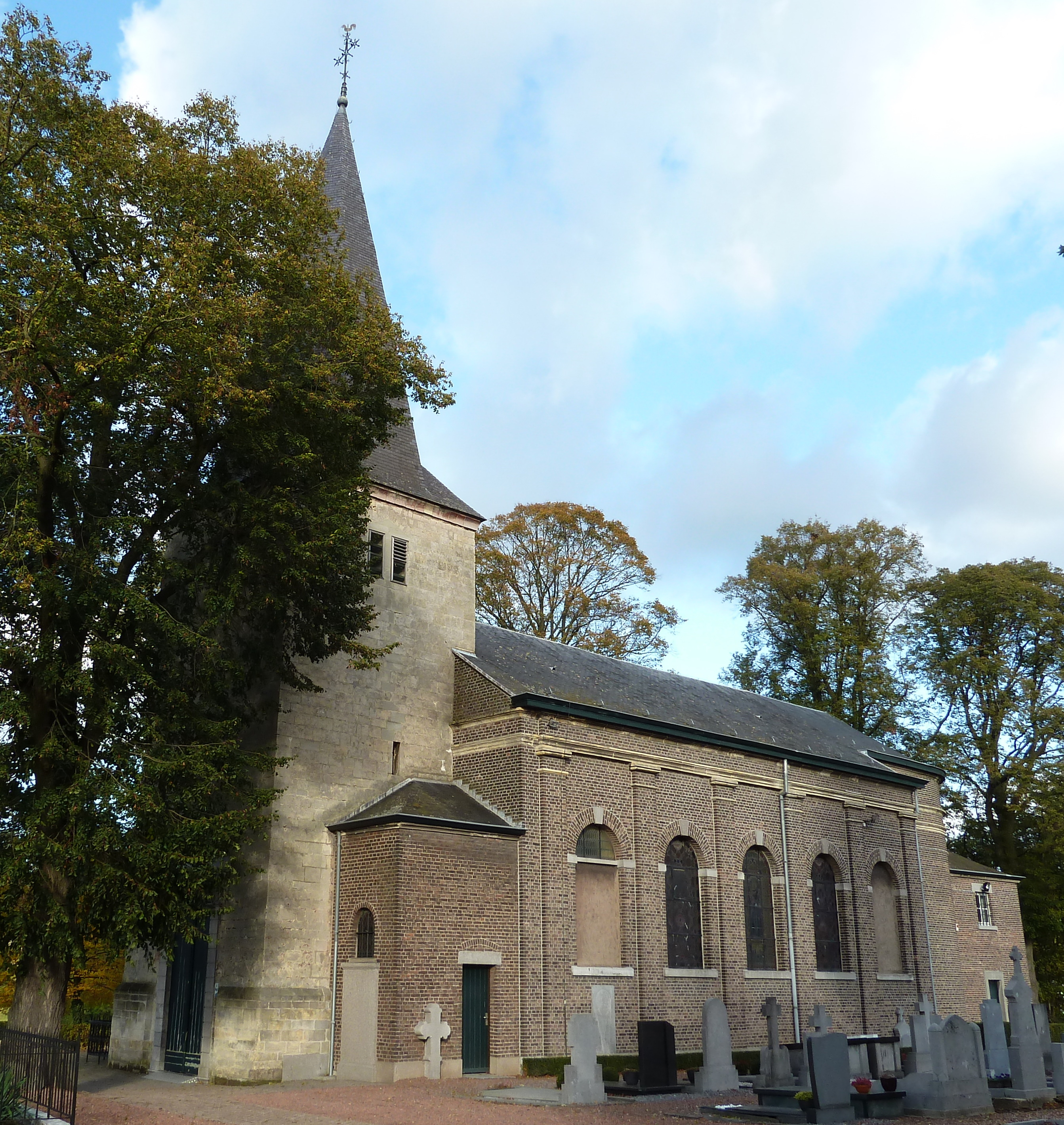
Zuidzijde met deel kerkhof
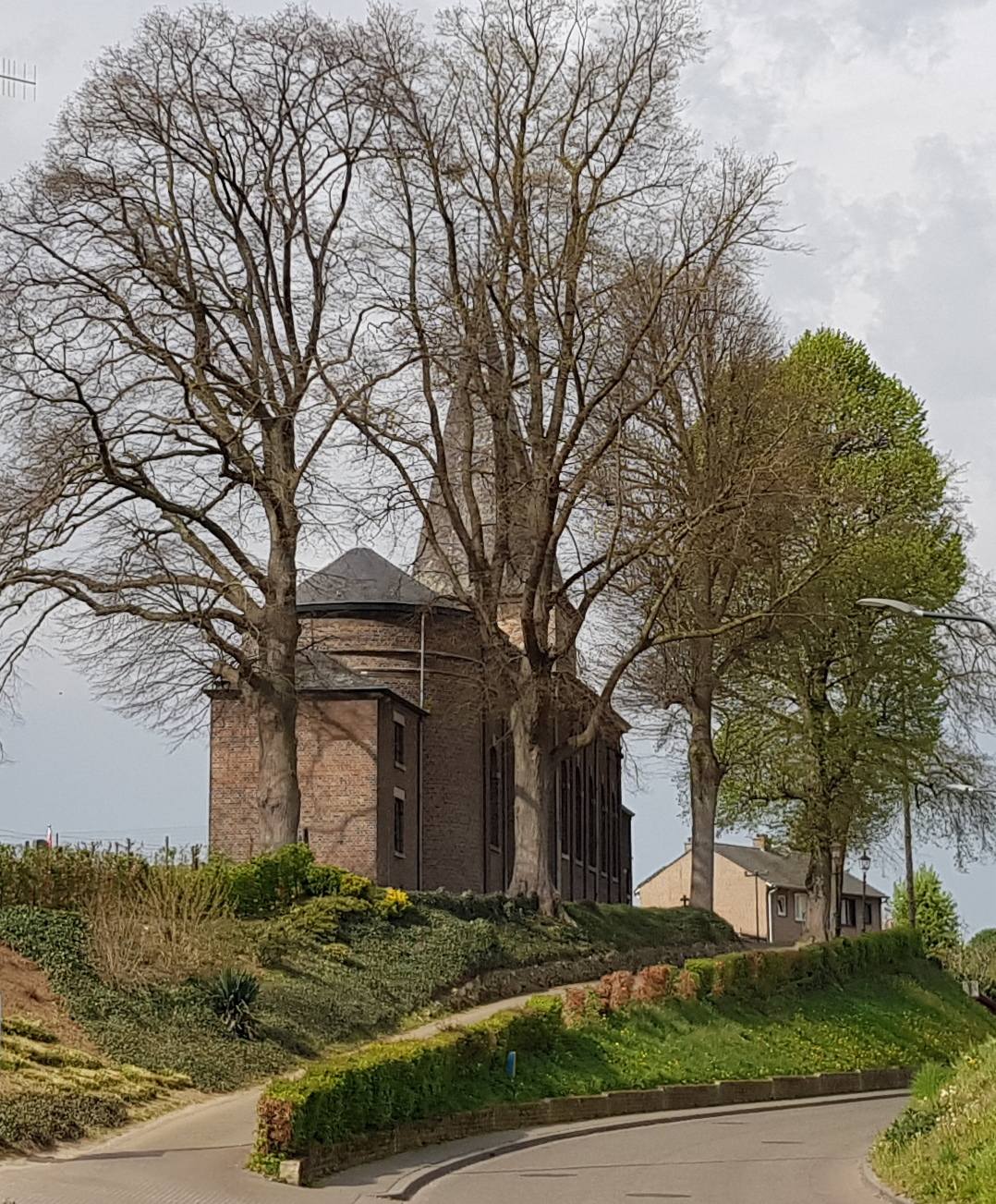
Oostzijde met sacristie

### Interieur
Het interieur is grotendeels neoclassicistisch met een gestukadoord tongewelf en wanden die geleed worden door ionische pilasters. De biechtstoel in Lodewijk XVI-stijl is met zekerheid ontworpen door Mathias Soiron. Het hoofdaltaar en de zijaltaren met retabels in neobarokke stijl dateren uit 1855 en zijn geschonken door mevrouw Neys-De Bounam de Ryckholt. Uit de oude kerkinventaris afkomstig zijn twee consoletafeltjes met marmeren blad, een in late Lodewijk XIV-stijl, het andere
in Lodewijk XV-stijl, een Lodewijk XV-stoel met lage rugleuning en twee bijbehorende krukken. Het eenklaviers orgel is in 1880 door Pereboom & Leijser verbouwd, waarbij gebruik werd gemaakt van ouder materiaal.
Tot de inventaris behoren verder enkele heiligenbeelden (o.a. een crucifix uit begin 16e eeuw, en een Sint-Antonius abt uit de 17e eeuw) en schilderijen (o.a. een ongesigneerde kroning van Maria uit de 17e eeuw, een schildering op doek van Sint-Laurentius door Van den Booren uit 1682 of 1683, en een van de apostel Petrus door Jean-Baptiste Coclers uit 1737).
Van de liturgische voorwerpen kunnen genoemd worden: een 17e-eeuwse koperen stralenmonstrans, een verguld koperen cilindermonstrans uit dezelfde periode met beeldjes van Petrus en Paulus, en zes koperen drievoetskandelaars, eveneens 17e-eeuws. Verder een verzilverd koperen miskelk met medaillons uit 1708 en een zilveren reliekhouder op koperen voet, in 1742 geschonken door de gravin Van Tilly-d'Aspremont Lynden.

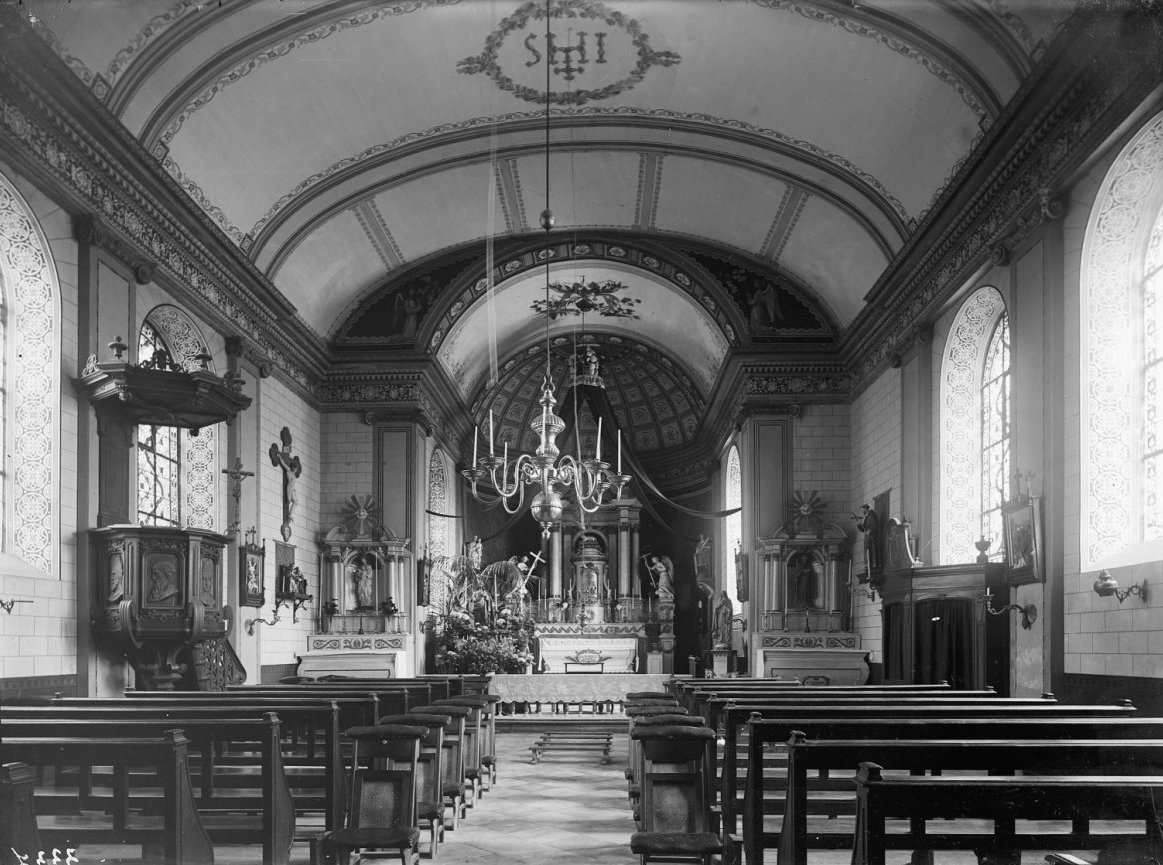
Interieur begin 20e eeuw
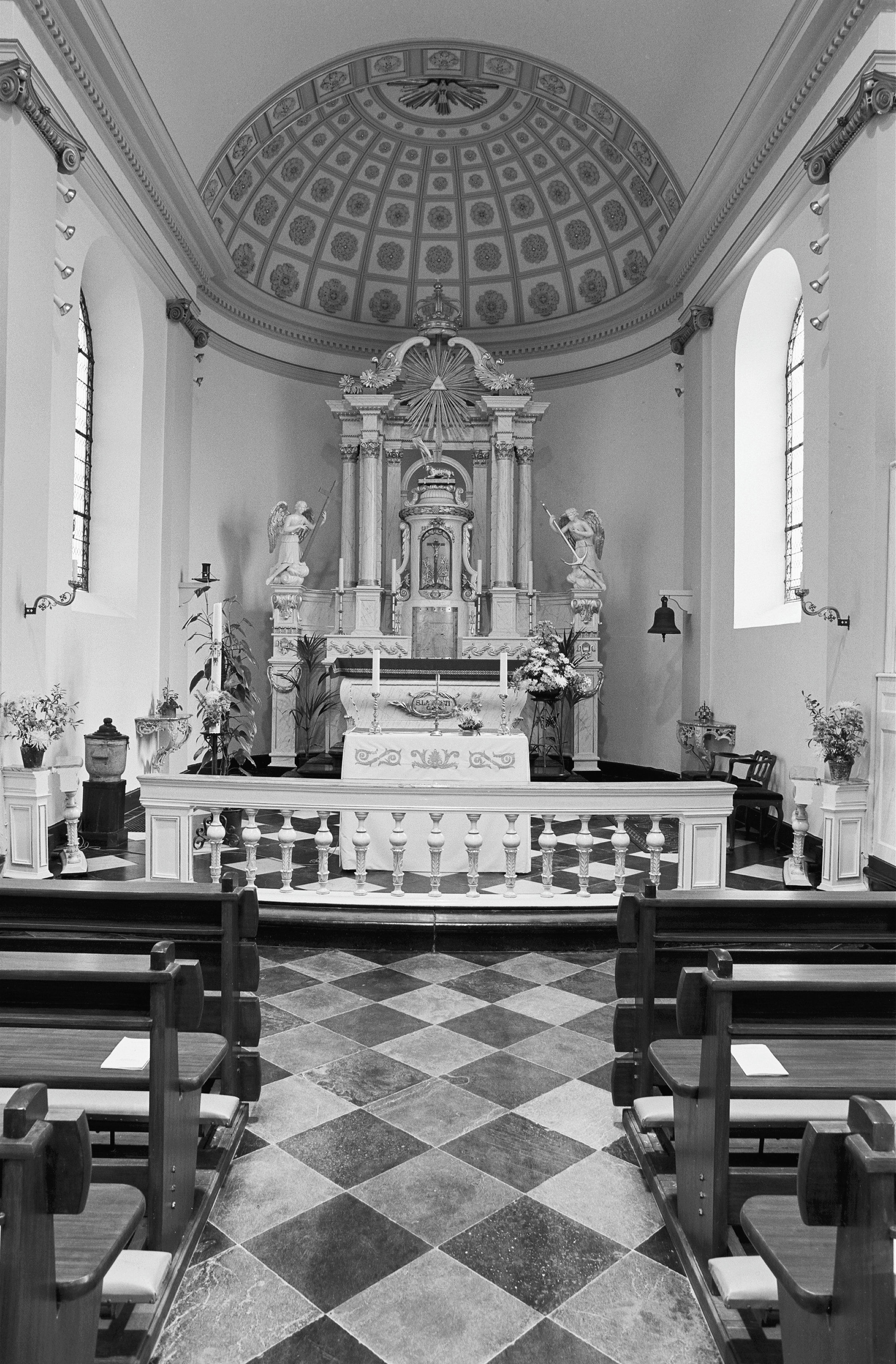
Koor met hoofdaltaar
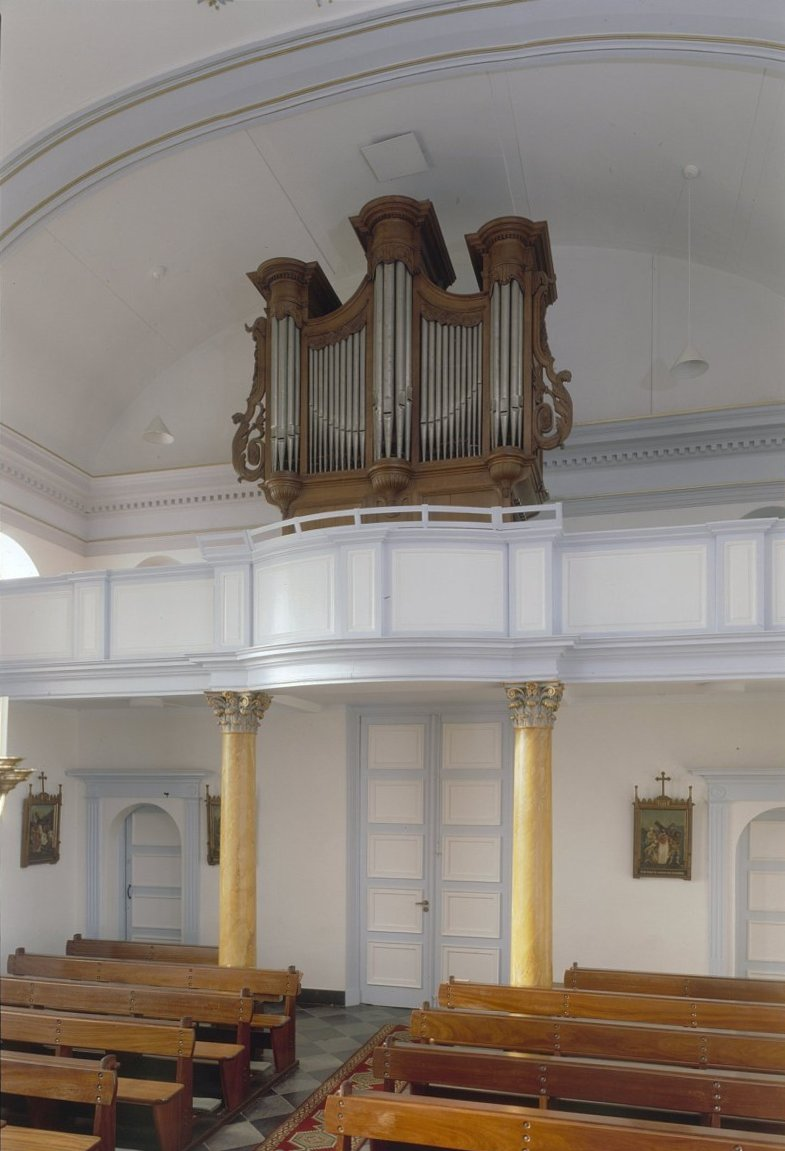
Orgeltribune en orgel
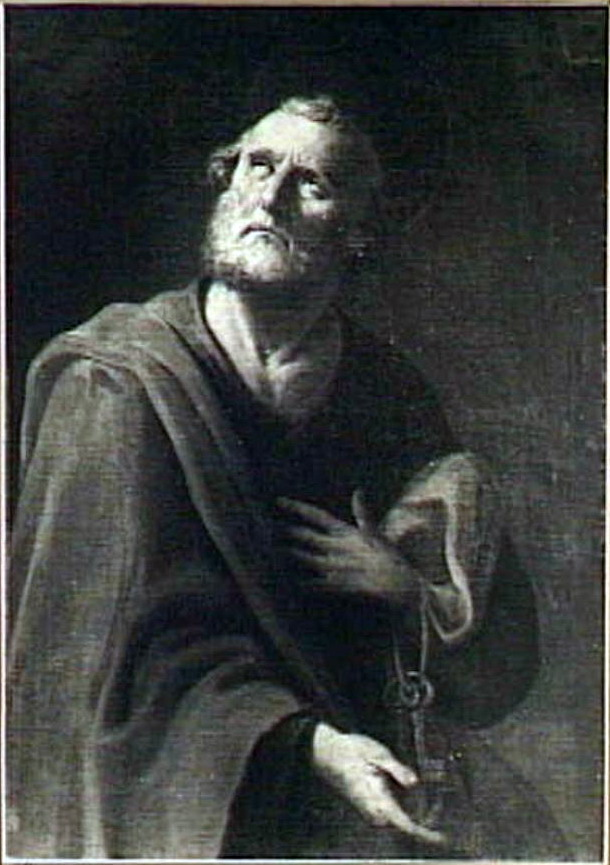
Schilderij J.-B. Coclers